# Aszfaltdzsungel
Az Aszfaltdzsungel (eredeti cím: The Asphalt Jungle) 1950-ben bemutatott amerikai bűnügyi film John Huston rendezésében. A produkciót négy Oscar-díjra jelölték.
A film története egy gyémántrablás kiterveléséről és végrehajtásáról szól. Az akkoriban még ismeretlennek számító Marilyn Monroe ebben a filmben kapta első jelentősebb szerepét.
2008-ban az Amerikai Egyesült Államok Nemzeti Filmmegőrzési Bizottsága beválasztotta a filmet a Nemzeti Filmarchívumba.

## Cselekmény
|  | Alább a cselekmény részletei következnek! |

A bűnöző mesterelme, Erwin "Doc" Riedenschneider (Sam Jaffe) kiszabadul a börtönből. Egy nagyszabású ékszerrablást tervez, amit a cellatársának is felvázolt börtönben töltött  a hét éve alatt. Egy konkrétan meg nem nevezett közép-nyugati városban Doc felkeres egy Cobby (Marc Lawrence) nevű bukmékert, akit arra kér, hogy hozza össze Alonzo Emmerichhel (Louis Calhern), egy korrupt ügyvéddel. Emmerich olyan ember lehet, aki anyagilag támogatni tudja terve megvalósításában. Doc azt mondja az ügyvédnek, hogy 50 ezer dollárra van szüksége ahhoz, hogy felállítson egy csapatot, akik sikeresen végre tudják hajtani a betörést. Emmerich azzal a feltétellel egyezik bele, hogy a gyémántokat hozzá kell eljuttatni, hogy majd pénzre tudja váltani azokat.
Doc összeállít egy bandát, aminek tagjai Dix Handley (Sterling Hayden), egy bajkeverő Kentuckyből, akinek az ereje jó szolgálatot tehet, Gus Minissi (James Whitmore), mint sofőr és Louis Ciavelli (Anthony Caruso) egy profi széftörő. Cobby pedig a közvetítő lesz. Dix megígéri szerelmének, Doll Conovannek (Jean Hagen), hogy ez lesz az utolsó akciója. Azt tervezi, hogy a szerzett pénzből visszavásárolja azt a lovasfarmot, amit még a családja vesztett el a gazdasági válság idején.
A gondosan megtervezett rablást a bűnözők magabiztosan hajtják végre. Ciavelli egy téglával betöri az ékszerbolt kirakatüvegét, bekapcsolva a riasztót, ami akkor már nem szólal meg, mikor behatolnak a széfhez. Ezután óvatosan átcsúszik az elektromos figyelőrendszer alatt, feltöri a zárat és lyukat fúr a széf ajtaján, majd óvatosan felnyitja a palackban tartott nitroglicerint és beállítja az időzítést. A rablók szerencsétlenségére a robbanás ereje miatt több környékbeli üzlet riasztója is megszólal, ezért a rendőrök a kelleténél előbb érnek ki. A második balszerencse akkor történik, amikor Dix leüt egy biztonsági őrt, aki elejti a fegyverét, ami elsül és megsebzi Ciavellit. Végül sikerül elmenekülniük, de a rendőrségi hajsza kezdetét veszi. A rendőrfőnök felől jövő egyre nagyobb nyomás hatására egy korrupt zsaru, Ditrich hadnagy (Barry Kelley) kiszedi Cobbyból, hogy kik vettek részt az akcióban.
Emmerich eközben átveri Docot és a tolvajokat. Anyagilag le van égve és szüksége van pénzre azért, hogy a fiatal és gyönyörű, de drága életmódot kedvelő szeretője, Angela Phinlay (Marilyn Monroe) igényeit kielégítse, aki csak Lon bácsinak szólítja. Egy magándetektív, Bob Brannom (Brad Dexter) hajlandó visszaszerezni a pénzt, de 50 százalékot kér. Doc tudta, hogy Emmerich pénzügyi nehézséggel küzd, és számított erre az eshetőségre is, ezért vette be Dixet. Dix megöli Brannomt, de maga is súlyosan megsebesül.
A rendőrség egyre jobban szorongatja a bandát. Cobby börtönbe kerül, ahogy Gus is. Ciavelli otthon belehal a sebesülésébe. Doc és Dix menekülőben van. Emmerich a szeretőjével bujkál, bár a rendőrség megtalálja őket, és Amanda mindent elmond nekik. Emmerich egy percet kér a rendőröktől egy gyors telefonhívásra, majd felveszi az íróasztaláról a pisztolyát és fejbe lövi magát.
Doc és Dix külön próbálja elhagyni a várost. Doc leint egy taxit, hogy vigye ki a városból. Dix, akinek orvosi segítségre van szüksége, a saját autójával próbál menekülni, vele tart Doll is. Doc egy út menti bárban megáll enni valamit, ad egy érmét is egy csinos lánynak a zenegépre, és figyeli tánc közben. A késlekedéséért drága árat fizet, mert két rendőr felismeri, akik éppen a vacsorájukat fogyasztják, és letartóztatják Docot. Dix eljut az autójával a szeretett Kentucky-beli farmjának kapujáig, de ahogy kiszáll a kocsiból, összeesik, és meghal otthona füves mezőin, lovakkal körülvéve.

## Szereposztás
| Színész         | Szerep                      | Magyar szinkron |
| --------------- | --------------------------- | --------------- |
| Sterling Hayden | Dix Handley                 | Láng József     |
| Louis Calhern   | Alonzo D. Emmerich          | Verebes Károly  |
| Jean Hagen      | Doll Conovan                | Farkas Zsuzsa   |
| James Whitmore  | Gus Minissi                 | Gálcsiki János  |
| Sam Jaffe       | Erwin "Doc" Riedenschneider | Prókai István   |
| Marilyn Monroe  | Angela Phinlay              | Sáfár Anikó     |
| Marc Lawrence   | Cobby                       | Szigeti András  |
| Brad Dexter     | Bob Brannom                 | Fülöp Zsigmond  |
| John McIntire   | Hardy rendőrfőnök           | Kéry Gyula      |
| Dorothy Tree    | May Emmerich                | Láng József     |
| Anthony Caruso  | Louis Ciavelli              | Kránitz Lajos   |
| Teresa Celli    | Maria Ciavelli              | Venczel Vera    |
| Barry Kelley    | Ditrich hadnagy             | Szabó Ottó      |
| William Davis   | Timmons                     |                 |
| John Maxwell    | Dr. Swanson                 | Fillár István   |

## A film háttere
A film W. R. Burnett azonos című regényéből lett adaptálva. A háttérben a Metro-Goldwyn-Mayer állt, de a produkcióhoz viszonylag szabad kezet kapott Huston. A Production Code Administrationnek két fő kifogása volt, az ékszerrablás részletekbe menő ábrázolása és Emmerich öngyilkosságba menekülése az igazságszolgáltatás elől. Végül sem a cenzorok, sem a stúdió nem vágta meg számottevően a filmet, így mindkét jelenet látható a végső vágás után is.

## Kritikai fogadtatás
Az Aszfaltdzsungel volt az 1950-es évek egyik legnagyobb hatású krimije. Az ékszerrablási jelenet egyes kritikusok szerint a legemlékezetesebb rablása a film noir történetének. Emellett dicsérték még a film neorealista ábrázolásmódját.

## Fontosabb díjak és jelölések
- Oscar-díj (1951)
  - jelölés: legjobb rendező – John Huston
  - jelölés: legjobb férfi mellékszereplő – Sam Joffe
  - jelölés: legjobb adaptált forgatókönyv – John Huston, Ben Maddow
  - jelölés: legjobb operatőr fekete-fehérben – Harold Rosson
- Golden Globe-díj (1951)
  - jelölés: legjobb rendező – John Huston
  - jelölés: legjobb adaptált forgatókönyv – John Huston, Ben Maddow
  - jelölés: legjobb operatőr fekete-fehérben – Harold Rosson
- BAFTA (1951)
  - jelölés: legjobb külföldi film – Metro-Goldwyn-Mayer
- Velencei Nemzetközi Filmfesztivál (1950)
  - díj: legjobb férfi mellékszereplő – Sam Joffe
  - jelölés: legjobb film – John Huston

## Fordítás
- Ez a szócikk részben vagy egészben  a   The_Asphalt_Jungle című angol Wikipédia-szócikk fordításán alapul.  Az eredeti cikk szerkesztőit annak laptörténete sorolja fel. Ez a jelzés csupán a megfogalmazás eredetét és a szerzői jogokat jelzi, nem szolgál a cikkben szereplő információk forrásmegjelöléseként.